# Danijela Martinović
Danijela Martinović (Spalato, 15 luglio 1971) è una cantante croata.

## Biografia
Nata in una famiglia di macellai benestanti, Danijela inizia a cantare in tenera età. La sua grande opportunità arriva nei primi anni novanta, quando entra a far parte della pop band croata Magazin. Con i Magazin inizia a dominare la scena musicale del Paese, diventando una delle più grandi icone nazionali, e prende parte all'Eurovision Song Contest 1995.
Alla fine degli anni novanta lascia i Magazin per proseguire la carriera da solista, ma continua a collaborare col leader della band e prolifico compositore Tonči Huljić. La cooperazione porta Danijela a vincere nel 1998 il Festival 'Dora' con la ballata popolare Neka mi ne svane (Possa per me non giungere l'alba) e a rappresentare nuovamente la Croazia all'Eurofestival dove giunge 5º con 131 punti. Intorno a quel periodo, sconvolge il pubblico croato allorché viene divulgata la notizia del suo divorzio dal cantante Marko Perković Thompson: il matrimonio tra i due, sino ad allora, non era ancora mai stato rivelato, secondo alcuni forse su richiesta di Tonči Huljić.
Nel lungo periodo ciò non ha comunque influenzato la carriera di nessuno dei due, i quali tuttora sono tra le più popolari icone dell'industria musicale croata.
Nel 2006, Martinović e Perković hanno ottenuto il divorzio ufficiale in chiesa. Il rappresentante ufficiale della Chiesa Cattolica in Croazia ha mantenuto il silenzio sui motivi del divorzio.
Danijela ha una sorella, Izabela che ha intrapreso una carriera musicale.
Nel 2007 ha partecipato al programma Dancing with the Stars, dove ha ballato con Nicolas Quesnoit (vincitore della prima stagione con Zrinka Cvitešić). È stata eliminata nel 5º episodio.